# Payback Time
Payback Time é o álbum de estreia da cantora Marya Roxx.

## Faixas
| N.º | Título             | Duração |  |
| 1.  | "Time to Run"      | 4:15    |  |
| 2.  | "Oh Yeah"          | 3:28    |  |
| 3.  | "Strong"           | 3:54    |  |
| 4.  | "'21?!'"           | 4:20    |  |
| 5.  | "Filth"            | 4:06    |  |
| 6.  | "Rebel"            | 3:10    |  |
| 7.  | "Nothing Going On" | 3:24    |  |
| 8.  | "Loverboy"         | 3:22    |  |
| 9.  | "Payback Time"     | 3:28    |  |
| 10. | "Boneyard"         | 3:26    |  |

## Créditos
- Marya Roxx – vocal
- Scott Metaxas – baixo
- Anton Fig – bateria (faixas 3 e 10)
- Brian Tichy – bateria (faixas 1, 2 e 4 à 9)
- Paul Crook – guitarra
- Derek Sherinian – teclado (faixas 1, 2 e 4 à 9)
- Kevin Shirley – produtor (faixas 1, 2 e 4 à 9)